# Terry Mancini
Terence John Mancini, detto Terry (Camden Town, 4 ottobre 1942), è un ex calciatore irlandese, di ruolo difensore.

## Caratteristiche tecniche
Era un difensore centrale.

## Carriera

### Giocatore

#### Club
Esordisce tra i professionisti all'età di 19 anni nella stagione 1961-1962 con il Watford, club della terza divisione inglese; rimane in squadra fino ai mesi conclusivi della stagione 1965-1966 quando, dopo un totale di 67 presenze, viene svincolato, trascorrendo poi poco più di una stagione nella prima divisione sudafricana al Port Elizabeth City.
Torna in Inghilterra per l'inizio della stagione 1967-1968, nella quale si accasa ai londinesi del Leyton Orient, militanti in terza divisione: gioca per tre stagioni in questa categoria, che vince nella stagione 1969-1970, giocando poi nel club anche nella stagione 1970-1971, trascorsa in seconda divisione, categoria in cui milita anche con i rivali cittadini dei QPR, a cui viene ceduto dopo aver segnato 16 gol in 167 partite di campionato giocate con il Leyton Orient. Con gli Hoops al termine della stagione 1972-1973 conquista anche una promozione in prima divisione, categoria in cui l'anno seguente fa quindi il suo esordio, all'età di 31 anni, segnando un gol in 40 presenze. Nell'ottobre del 1974 dopo ulteriori 7 presenze viene ceduto all'Arsenal, con cui nel resto della stagione gioca altre 26 partite in questa stessa categoria, nella quale segna poi un gol in 26 presenze sempre con la maglia dei Gunners durante la stagione 1975-1976. Nell'estate del 1976 viene svincolato dall'Arsenal e si accasa all'Aldershot, di fatto il primo club inglese non nell'area metropolitana di Londra in cui milita, e con il quale durante la stagione 1976-1977 gioca 21 partite in quarta divisione. Nel 1977 gioca poi nella NASL con i L.A. Aztecs (26 presenze e 3 reti) per poi tornare in Inghilterra a chiudere la carriera giocando per una stagione con i semiprofessionisti londinesi del Barnet.
In carriera ha totalizzato complessivamente 401 presenze e 20 reti nei campionati della Football League.

#### Nazionale
Tra il 1973 ed il 1974 ha totalizzato complessivamente 5 presenze ed un gol con la maglia della nazionale irlandese (una presenza nelle qualificazioni ai campionati europei, il resto in partite amichevoli).

### Allenatore
Dal 3 all'11 gennaio 1990 è stato allenatore ad interim del Luton Town, restando in carica di fatto per un'unica partita (peraltro persa).

## Statistiche

### Cronologia presenze e reti in nazionale
| Cronologia completa delle presenze e delle reti in nazionale ― Polonia | Cronologia completa delle presenze e delle reti in nazionale ― Polonia | Cronologia completa delle presenze e delle reti in nazionale ― Polonia | Cronologia completa delle presenze e delle reti in nazionale ― Polonia | Cronologia completa delle presenze e delle reti in nazionale ― Polonia | Cronologia completa delle presenze e delle reti in nazionale ― Polonia | Cronologia completa delle presenze e delle reti in nazionale ― Polonia | Cronologia completa delle presenze e delle reti in nazionale ― Polonia |
| Data                                                                   | Città                                                                  | In casa                                                                | Risultato                                                              | Ospiti                                                                 | Competizione                                                           | Reti                                                                   | Note                                                                   |
| ---------------------------------------------------------------------- | ---------------------------------------------------------------------- | ---------------------------------------------------------------------- | ---------------------------------------------------------------------- | ---------------------------------------------------------------------- | ---------------------------------------------------------------------- | ---------------------------------------------------------------------- | ---------------------------------------------------------------------- |
| 21-10-1973                                                             | Dublino                                                                | Irlanda                                                                | 1 – 0                                                                  | Polonia                                                                | Amichevole                                                             | -                                                                      |                                                                        |
| 5-5-1974                                                               | Rio de Janeiro                                                         | Brasile                                                                | 2 – 1                                                                  | Irlanda                                                                | Amichevole                                                             | 1                                                                      |                                                                        |
| 8-5-1974                                                               | Montevideo                                                             | Uruguay                                                                | 2 – 0                                                                  | Irlanda                                                                | Amichevole                                                             | -                                                                      |                                                                        |
| 12-5-1974                                                              | Montevideo                                                             | Cile                                                                   | 1 – 2                                                                  | Irlanda                                                                | Amichevole                                                             | -                                                                      |                                                                        |
| 30-10-1974                                                             | Dublino                                                                | Irlanda                                                                | 3 – 0                                                                  | Unione Sovietica                                                       | Qual. Euro 1976                                                        | -                                                                      | 32’                                                                    |
| Totale                                                                 |                                                                        | Presenze                                                               | 5                                                                      |                                                                        | Reti                                                                   | 1                                                                      |                                                                        |

## Palmarès

### Giocatore

#### Competizioni nazionali
- Third Division: 1

Leyton Orient: 1969-1970